# 若愛重來
《若愛重來》（原文片名：Per tutta la vita）是一部 2021 年的義大利愛情電影。導演是保羅·克斯泰拉，由雅柏拉·安吉歐琳、法比歐·佛洛、卡蘿妮娜·柯森堤、克勞蒂亞·潔里尼、菲力浦·尼古諾等演員主演。2021年雷契歐洲電影節開幕片。

## 劇情簡介
如果某天，你多年的婚姻突然被法官宣布無效，你是否還願意與另一半重新踏上這條婚姻路？義大利的某個小鎮上，教廷撤銷了過去九年來舉行的所有結婚登記，因為幫他們證婚的神父實際上是個不合法的騙子！
薩拉（雅柏拉·安吉歐琳 飾）與前夫維多（法比歐·佛洛 飾）離婚後獨力扶養兒子，而維多也另結新歡；原本見面必吵架的兩人，卻在幾次的重新相處後，逐漸發現對方未曾見過的另一面。寶拉（克勞迪婭·潘多爾菲 飾）與丈夫安德利亞（菲力浦·尼古諾 飾）感情十分甜蜜，在職場一帆風順的她，如今得到夢寐以求的升遷機會，卻因是否要有孩子讓兩人爭執不休。維奧拉（克勞蒂亞·潔里尼 飾）與馬克（保羅·凱西索格魯 飾），吉婭達（卡蘿妮娜·柯森堤 飾）與愛德（盧卡·比扎里 飾）兩對夫妻是多年好友，不僅結婚公證要一起，連蜜月旅行也是結伴同行，然而看似融洽的四人，卻各自藏有不可告人的危險秘密。
面對重新公證的日子即將到來，這一次，他們還會說「我願意」嗎？

## 演員列表
- 雅柏拉·安吉歐琳（Ambra Angiolini）：薩拉，維多的前妻。
- 法比歐·佛洛（Fabio Volo）：維多，薩拉的前夫。
- 克勞迪婭·潘多爾菲（Claudia Pandolfi）：寶拉，安德利亞之妻。
- 菲力浦·尼古諾（Filippo Nigro）：安德利亞，寶拉的丈夫
- 克勞蒂亞·潔里尼（Claudia Gerini）：維奧拉，馬克之妻。
- 保羅·凱西索格魯（Paolo Kessisoglu）：馬克，維奧拉的丈夫。
- 卡蘿妮娜·柯森堤（Carolina Crescentini）：吉婭達，艾德之妻。
- 盧卡·比扎里（Luca Bizzarri）：艾德，吉婭達的丈夫。

## 外部連結
- 網際網路電影資料庫（IMDb）上《若愛重來》的資料（英文）
- 爛番茄上《若愛重來 （页面存档备份，存于）》的資料（英文）
- 開眼電影網上《若愛重來》的資料（繁體中文）
- Yahoo奇摩電影上《若愛重來》的資料（繁體中文）
- 豆瓣電影上《若愛重來 （页面存档备份，存于）》的資料 （簡體中文）
- 時光網上《若愛重來》的資料（簡體中文）